# 癌巷

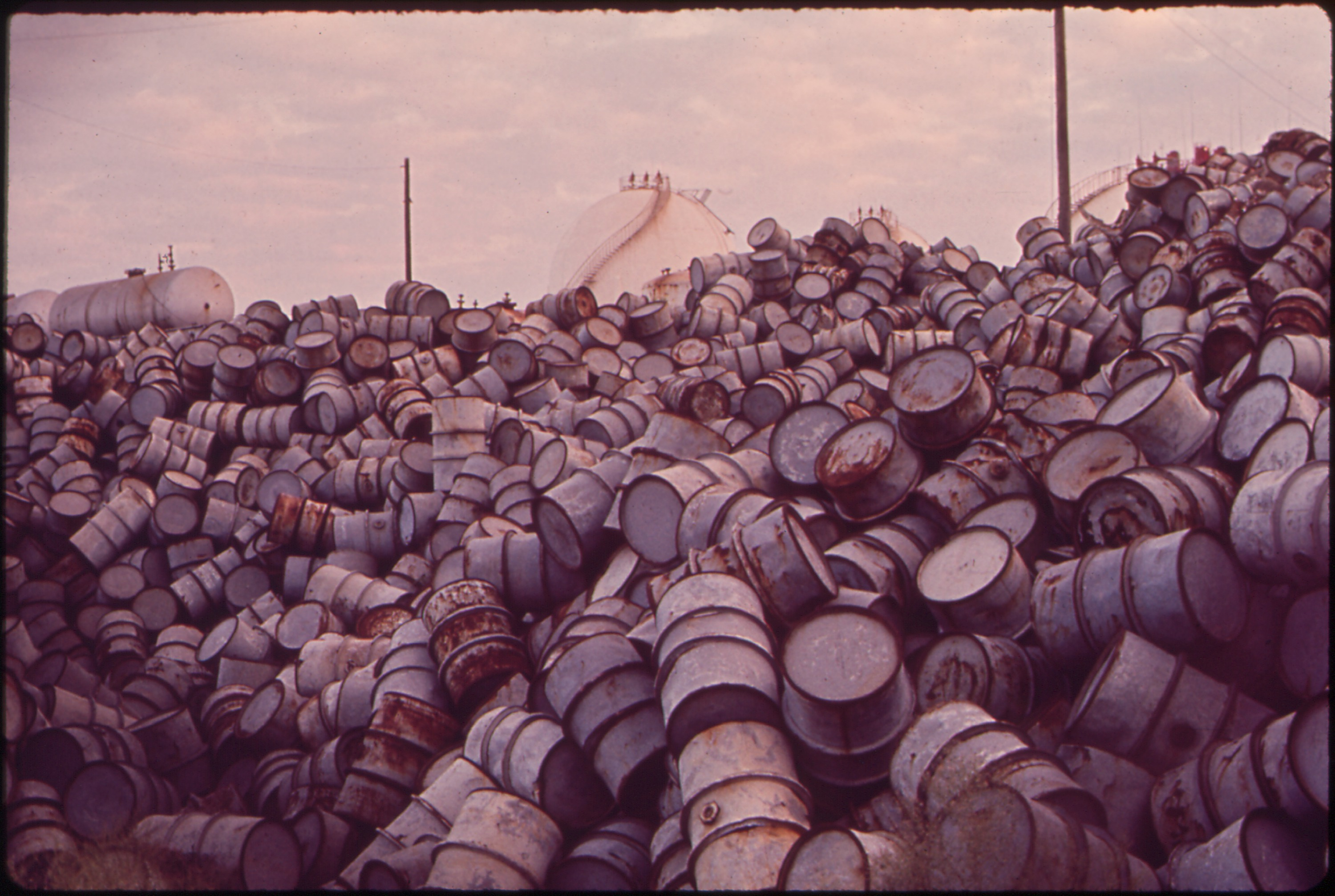
1972年12月巴吞魯日煉油廠附近

癌巷或化工走廊（英語： 或 Chemical Corridor）並不是官方給予的地方名稱，而是一個美國地區的統稱，因媒體的廣泛報導而成名:
1. 八十年代開始，當地居民留意到有大量癌症個案[2]
2. 原先只是一條巷，但隨著更多人認識這個名稱，其包含的範圍慢慢擴大
3. 密西西比河下流
4. 這地區介乎於巴吞鲁日及新奥尔良兩個城市之間
5. 該處有大量的石油相關行業。不過，癌症成因不明，所以化工是否導致癌症，備受爭議 [3]